# Wilhelm Raithel

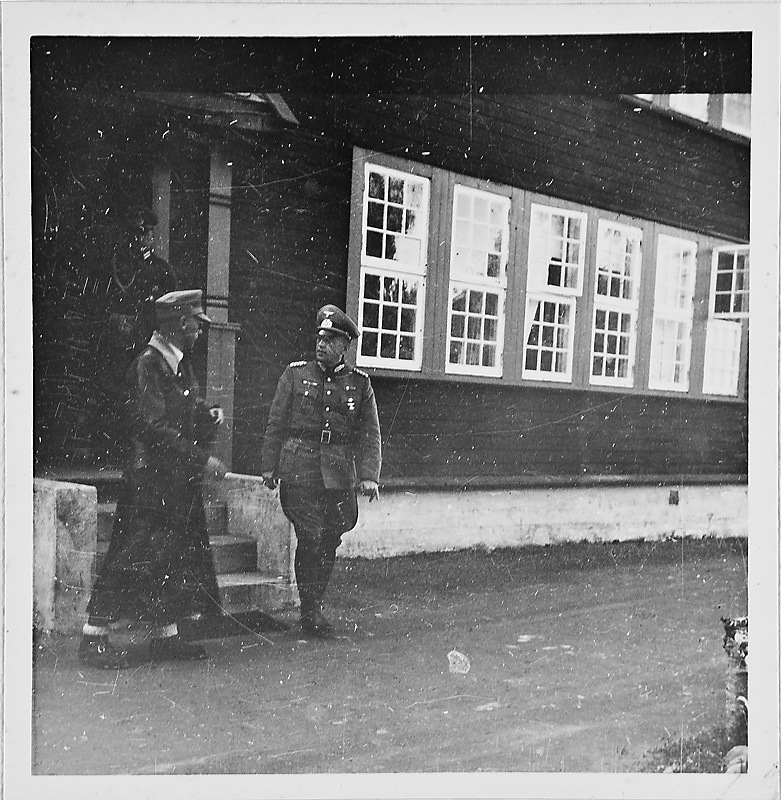
Wilhelm Raithel (z prawej) w towarzystwie Josefa Terbovena

Wilhelm Raithel (ur. 15 października 1894 w Ingolstadt, zm. 30 grudnia 1960 w Monachium) – niemiecki generał, uczestnik agresji na Polskę oraz ataku na Związek Radziecki.
W armii niemieckiej służył od 1913 roku, uczestnicząc w I wojnie światowej. W czasie II wojny światowej uczestniczył w agresji na Polskę oraz ataku na Związek Radziecki. W czasie agresji na ZSRR dowodził od 1 kwietnia 1942 roku 199 Dywizją Piechoty. 
Pod koniec wojny powierzono mu dowództwo nowo utworzonej Dywizji Piechoty Bärwalde i wysłano na front wschodni, który w tym czasie dotarł już na Pomorze. Dowodzona przez niego dywizja została rozbita 12 marca 1945 roku, a Raithel został wzięty do niewoli już 8 marca przez żołnierzy z 1 Armii Wojska Polskiego. Z niewoli radzieckiej zwolniony został w 1955 roku.

## Awanse
- kadet - 01.08.1913
- podporucznik - 10.09.1914
- porucznik
- kapitan - 01.06.1926
- major
- podpułkownik 01.01.1937
- pułkownik 01.01.1940
- generał major 01.04.1942
- generał porucznik - 01.04.1944[5]

## Ordery i odznaczenia
- Krzyż Rycerski Krzyża Żelaznego